# Jakob Köbel
Jakobus Kobelius (Heidelberg, 1470 – Oppenheim, 31 de Janeiro de 1533) foi editor, livreiro e matemático alemão. Autor prolífico, dedicou-se à jurisprudência e à matemática, tendo-se formado na Universidade de Heidelberg onde obteve o diploma de bacharel. Mais tarde transferiu-se para a Universidade de Cracóvia, segundo nos relata seu contemporâneo Hartmann Schedel em sua "Crônica de Nuremberg".

## Publicações

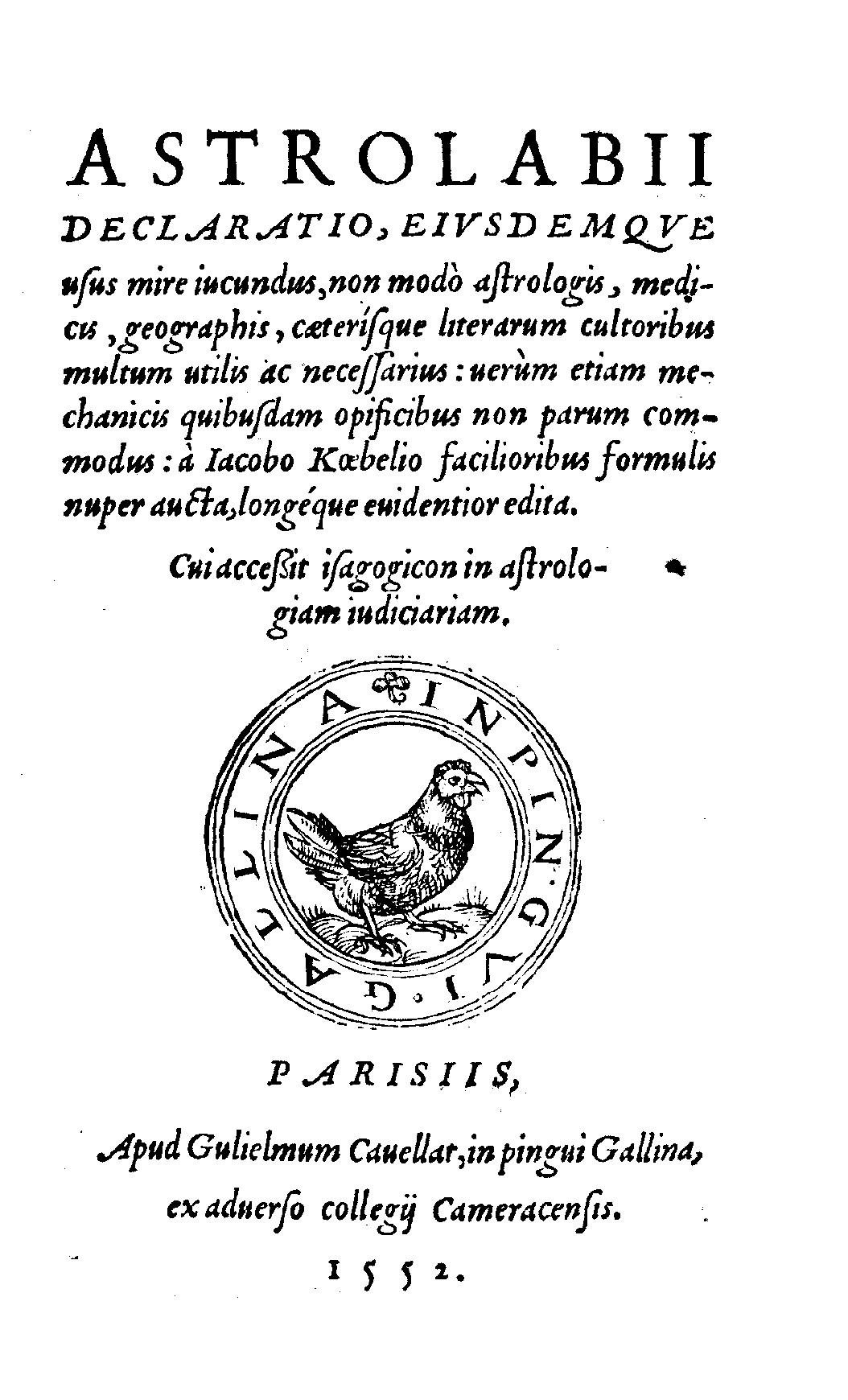
Astrolabii declaratio, 1552

- Ain new geordnet Rechenbiechlin auf den linien mit Rechen pfeningen, Augsburg 1514, VD 16 nicht angegeben, online abrufbar über die Herzog August Bibliothek Wolfenbüttel.
- Astrolabii declaratio, eiusdemque usus mire jucundus, non modo astrologis, ... - 1585
- Calendarivm romanvm magnum, cæsaree̜ maiestati dicatum, D. Ioanne Stœffler Iustingensi mathematico - 1518
- Casus quibus Cristifideles ab Eucharistie Sacramento abstinere debeãt: a plebanis publicandi : Mathei Septimo ... - 1514
- Dialogus libertatis ecclesiastice defensorius cum Imperatorum sanctionibus ...: Decretum Leonis decimi in Lateraneñ concilio, anno dñi 1514 emanatum
- Discordantiae sanctorum doctorum Hieronymi et Augustini. Add: De variis Judaeorum et gentilium de Christo testimoniis. De vaticiniis Sibyllarum. Proba Falconia: Centones Vergilii. Ed: Jacob Köbel - 1510
- Elucidatio fabricae ususque astrolabii, Ioanne Stoflerino Iustingensi ... - 1585
- Eyn künstlich sonn Vhr inn eynes yeden meschen Lincken handt (zu Meyntz, 1532 bey Peter Jordan)
- Eynn Newe geordent Reche büchlein vf den linien mit Rechepfenigen (Oppenheim, 1514, 1520; Augsburg 1514, 1516 durch Erhart öglin; Franckfort 1544 Christian Egenolffen)
- Eynn Newe geordet Vysirbuch (Oppenheim, 1515)
- Geometrey  (Erstausgabe, 1535, posthum.)  Online:  Sächsische Landesbibliothek – Staats- und Universitätsbibliothek Dresden, im Nachdruck, Franckfort am Mayn, 1598.
- Geometrey: von künstlichem Feldmessen und Absehen allerhand Hoehe, Fleche, Ebne, Weitte, unnd Breyte - 1584
- Kalender: new geordnet mitt vielnn underweiseungen der Himmelischen Leüff der Zeit der Christlichen Gesatze - 1512
- Liber mineralium domini Alberti Magni, Alemanni, ex Laugingen oriundus, Ratisponensis ecclesie episcopus, vir in diuinis scripturis doctissimus, & in secularis philosophie scia peritissimus sequitur. Tractat[us] de lapidu[m] et gem[m]aru[m]. Materia. Accidentibus. Causis. Locis. Coloribus. Virtutibus. Ymaginibus. Sigillis: De alchimicis speciebus, operationibus et utilitatibus. De metallorum. Origine, & inventio[n]e. Generatio[n]e, et causis. Congelatione. Liquefactione. Ductibilitate. Cremabilitate. Colore, & sapore. Operatione. Virtute. Transmutatione ... - 1518
- Mit der Kryde oder Schreibfedern - Rechepüchlein (Oppenheim, 1520)
- Rechnen vnd Visieren (Franckenfurt am Meyn, 1532 durch Christian Egenolffen)
- Schachtzabel Spiel: Deß ritterlichen, kunstlichen Schachtzabel Spiels underweysung, erclärung, unn verstant ... - 1520
- Sibillen Weissagung - 1492
- Vom vrsprung der Teilug / Maß / vn Messung deß Ertrichs der Ecker (Oppenheim, 1522)